# JavaScript
Ne doit pas être confondu avec Java (langage).
JavaScript est un langage de programmation de scripts principalement employé dans les pages web interactives et à ce titre est une partie essentielle des applications web. Avec les langages HTML et CSS, JavaScript est au cœur des langages utilisés par les développeurs web. Une grande majorité des sites web l'utilisent et la majorité des navigateurs web disposent d'un moteur JavaScript pour l'interpréter.
JavaScript est aussi employé pour les serveurs Web avec l'utilisation (par exemple) de Node.js ou de Deno.
JavaScript a été créé en 1995 par Brendan Eich et intégré au navigateur web Netscape Navigator 2.0. L'implémentation concurrente de JavaScript par Microsoft dans Internet Explorer, jusqu'à sa version 9, se nommait JScript, tandis que celle d'Adobe Systems se nommait ActionScript. JavaScript a été standardisé sous le nom d'ECMAScript en juin 1997 par Ecma International dans le standard ECMA-262. La version en vigueur de ce standard depuis juin 2022 est la 13e édition.
C'est un langage orienté objet à prototype : les bases du langage et ses principales interfaces sont fournies par des objets. Cependant, à la différence d'un langage orienté objets à classes, les objets de base ne sont pas des instances de classes. En outre, les fonctions sont des objets de première classe. Le langage supporte le paradigme objet, impératif et fonctionnel.
JavaScript est le langage possédant le plus large écosystème grâce à son gestionnaire de dépendances npm, avec plus de deux millions de paquets en septembre 2022.

## Histoire

### Début
Le langage a été créé en dix jours, en mai 1995, pour le compte de la Netscape Communications Corporation par Brendan Eich. Il s'est inspiré de nombreux langages, notamment de Java, en simplifiant la syntaxe pour les débutants. Brendan Eich a initialement développé un langage de script côté serveur, appelé LiveScript, pour renforcer l'offre commerciale de serveur HTTP. Netscape travaille alors au développement d'une version orientée client de LiveScript.
Quelques jours avant sa sortie, Netscape change le nom de LiveScript pour JavaScript. Sun Microsystems et Netscape étaient partenaires, et la machine virtuelle Java de plus en plus populaire. Ce changement de nom servait les intérêts des deux sociétés. Le 4 décembre 1995 Netscape et Sun Microsystems annoncent la sortie de JavaScript, décrit comme un complément à Java, dans un communiqué de presse commun. Cette initiative a contribué à créer auprès du public une certaine confusion entre les deux langages, proches syntaxiquement mais pas du tout dans leurs concepts fondamentaux, et qui perdure encore de nos jours.
En mars 1996, Netscape met en œuvre le moteur JavaScript dans son navigateur web Netscape Navigator 2.0. Le succès de ce navigateur contribue à l'adoption rapide de JavaScript dans le développement web orienté client. Microsoft réagit alors en développant JScript, qu'il inclut ensuite dans Internet Explorer 3.0 en août 1996 pour la sortie de son navigateur.
« JavaScript » devient une marque déposée par Sun Microsystems aux États-Unis en mai 1997,.

## Marque déposée
"JavaScript" est une marque déposée d'Oracle Corporation aux États-Unis,. À l'origine, la marque a été attribuée à Sun Microsystems le 6 mai 1997, puis transférée à Oracle lors de leur acquisition de Sun en 2009,,.

### Standardisation
Netscape soumet alors JavaScript à Ecma International pour standardisation.

#### Version 1: Naissance du standard ECMA-262
Les travaux débutent en novembre 1996 et se terminent en juin 1997, donnant naissance à la 1re édition du standard ECMA-262 qui spécifie le langage ECMAScript d'où le fait que le n° ou l'année de la version est souvent précédée par ECMAScript ou en abrégé ES.
Le standard est ensuite soumis à l'ISO/CEI et publié en avril 1998 en tant que standard international ISO/CEI 16262.

#### Version 2: Homogénéisation avec le standard ISO/CEI 16262
Des changements rédactionnels sont apportés au standard ECMA-262 pour le conformer au standard international ISO/CEI 16262, aboutissant à la 2e édition du standard ECMA-262 en juin 1998.

#### Version 3: Améliorations  et constitution du langage
La 3e édition du standard ECMA-262 introduit : 
- des expressions rationnelles plus puissantes ;
- une amélioration de la manipulation des chaînes de caractères ;
- de nouvelles instructions de contrôle ;
- une gestion des exceptions avec les instructions try/catch ;
- le formatage des nombres.

Elle est publiée par Ecma International en décembre 1999 puis soumise à l'ISO/CEI qui publie le standard international ISO/CEI 16262:2002 en juin 2002. Après la publication de la 3e édition s'ensuit une adoption massive par tous les navigateurs Web.

#### Version 4: L'étape inachevée
Un travail important est entrepris pour développer la 4e édition du standard ECMA-262, mais il ne sera pas achevé et cette édition ne verra jamais le jour. Cependant une partie du développement effectué sera intégrée à la 6e édition.

#### Version 5: Désambiguïsation et nouvelles fonctionnalités
La 5e édition du standard ECMA-262 clarifie les ambiguïtés de la 3e édition et introduit les accesseurs, l'introspection, le contrôle des attributs, des fonctions de manipulation de tableaux supplémentaires, le support du format JSON et un mode strict pour la vérification des erreurs. Elle est publiée par Ecma International en décembre 2009 puis soumise à l'ISO/CEI qui apporte des corrections mineures et publie le standard international ISO/CEI 16262:2011 en juin 2011. L'édition 5.1 du standard ECMA-262 reprenant à l'identique le texte du standard international ISO/CEI 16262:2011 est publiée à la même date.

#### Version 6 (ES6) - ECMAScript 2015: Amélioration du support et des fonctionnalités
Bien que le développement de la 6e édition du standard ECMA-262 ait commencé officiellement en 2009, peu avant la publication de la 5e édition, sa publication en juin 2015 est en réalité l'aboutissement de 15 ans de travail depuis la publication de la 3e édition en 1999. Le but de cette 6e édition est d'apporter un meilleur support pour les applications d'envergure, la création de bibliothèques et l'utilisation d'ECMAScript comme cible de compilation pour d'autres langages. Cette édition introduit notamment les modules, les classes, la portée lexicale au niveau des blocs, les itérateurs et les générateurs, les promesses pour la programmation asynchrone, les patrons de déstructuration, l'optimisation des appels terminaux, de nouvelles structures de données (tableaux associatifs, ensembles, tableaux binaires), le support de caractères Unicode supplémentaires dans les chaînes de caractères et les expressions rationnelles et la possibilité d'étendre les structures de données prédéfinies. À partir de cette version, l'intitulé officiel de la version est ECMAScript 2015 (année de parution).

#### Version 7 - ECMAScript 2016: une adaptation permanente aux outils du web
La 7e édition du standard ECMA-262 est la première édition issue du nouveau processus de développement ouvert et du rythme de publication annuel adoptés par le comité Ecma TC39. Un document au format texte est créé à partir de la 6e édition et est mis en ligne sur GitHub comme base de développement pour cette nouvelle édition. Après la correction de milliers de bugs et d'erreurs rédactionnelles ainsi que l'introduction de l'opérateur d'exponentiation et d'une nouvelle méthode pour les prototypes de tableaux, la 7e édition est publiée en juin 2016.

#### Version 8 (ES8) - ECMAScript 2017: Asynchronicité
L'apport majeur concerne les fonctions asynchrones.
On retrouve également :
- Le partage de mémoire entre différents fil d'exécution et workers (Shared memory and atomics)
- Les fonctions Object.values() et Object.entries() qui permettent de faciliter la manipulation des objets.

L'édition actuelle du standard ECMA-262 est la 13e édition publiée en juin 2022.

## Sécurité
JavaScript et la structure DOM des pages HTML/XML ont quelques failles de sécurité. En effet, des scripts malveillants peuvent se cacher dans le code d'une page web et s'exécuter sur l'ordinateur cible de l'utilisateur du Web.
Les fournisseurs de navigateurs web tentent de réduire ce risque avec deux restrictions : 
- l'une est de faire exécuter ces scripts dans un espace à part des autres données (sandbox) dans lequel seules des actions relatives au web (mouvements de souris, affichage de pixel, communications) peuvent être exécutées, sans avoir accès au système de fichier principal ;
- la deuxième est de n'exécuter les scripts que selon les contraintes de same-origin policy : dans cet esprit, un site Web ne doit pas avoir accès aux informations telles que les noms d'utilisateur et mot de passe ou cookies reçus des autres sites visités.

Les vulnérabilités de JavaScript sont bien souvent des brèches d'au moins l'un de ces deux principes.
Certains sous-ensembles du langage Javascript tels que JavaScript—ADsafe ou Secure ECMAScript (SES) fournissent de plus grands niveaux de sécurité, en particulier pour les scripts créés par des tierces parties (notamment les publicités),. Caja est un autre logiciel pour inclure et isoler de manière sécurisée du JavaScript et du HTML tierce partie.
La Politique de sécurité du contenu est la principale méthode destinée à assurer que seul un script de confiance est exécuté sur une page Web. Meltdown est une vulnérabilité indépendante de Javascript, qui peut notamment être exploitée en Javascript.

## Concepts de programmation
Le propos de JavaScript est de manipuler de façon simple des objets, au sens informatique, fournis par une application hôte. Par exemple dans un navigateur web, un script écrit en javascript peut être utilisé pour apporter une touche interactive ou dynamique à un applicatif (page ou site web), qui sans cela serait une page statique figée. Le langage Javascript permet par exemple d'écrire des scripts pour afficher ou cacher un paragraphe, une image ou un popup, selon les interactions de l'utilisateur, ou d'informer le serveur du temps passé à lire une page.

### Hello world
Il est possible dans un script en langage Javascript, d'afficher le texte hello world sur la console de debug de l’application. Ceci peut être utilisé par des développeurs en phase de mise au point. :
```
window
.
console
.
log
(
'Hello world'
);
 
window
.
console
.
exp
(
hello
 
world
)

// ou

global
.
console
.
log
(
'Hello world'
);
 
window
.
console
.
log
(
hello
 
world
)

```

Dans une application hôte d'un navigateur, console est une des méthodes de l'objet global window. Dans d'autres applications hôtes comme Node.js, l'objet global est global. Les méthodes de l'objet global étant accessibles sans préfixe, window et global sont facultatifs.
La syntaxe 
```
console
.
log
(
'Hello world'
);

```

 aura donc exactement le même résultat en plus d'être compatible sur tous les environnements.

## Utilisation
Le code JavaScript a besoin d'un objet global pour y rattacher les déclarations (variables et fonctions) avant d'exécuter des instructions. La situation la plus connue est celle de l'objet window obtenu dans le contexte d'une page web. D'autres environnements sont possibles dont celui fourni par Adobe ou l'environnement Node.js (voir plus bas Autres utilisations).
Les principaux domaines d'application de JavaScript sont avant tout la programmation, les activités de programmation de base et tout ce qui est lié à l'informatique.

### Dans une page web
Du code JavaScript peut être intégré directement au sein des pages web, pour y être exécuté sur le poste client. C'est alors le navigateur web qui prend en charge l'exécution de ces programmes appelés scripts.
Généralement, JavaScript sert à contrôler les données saisies dans des formulaires HTML, ou à interagir avec le document HTML via l'interface Document Object Model, fournie par le navigateur (on parle alors parfois de HTML dynamique ou DHTML). Il est aussi utilisé pour réaliser des applications dynamiques, des transitions, des animations ou manipuler des données réactives, à des fins ergonomiques ou cosmétiques.
JavaScript n'est pas limité à la manipulation de documents HTML et peut aussi servir à manipuler des documents SVG, XUL et autres dialectes XML.

#### Intégration
Il existe plusieurs façons d’intégrer JavaScript dans du code html:
- Dans des attributs d’évènements html : <button onclick="alert('clic !')">clic ici</button>. Le code JavaScript alert('clic !')sera exécuté quand le bouton sera cliqué.
- Dans des balises <script> : <script>//ici on peut mettre du code JavaScript</script>
- Dans des fichiers externes : <script src="chemin/ver/mon/fichier.js"></script>

#### Incompatibilité
Netscape et Microsoft (avec JScript dans Internet Explorer jusqu'à la version 9) ont développé leur propre variante de ce langage qui chacune supporte presque intégralement la norme ECMAScript mais possède des fonctionnalités supplémentaires et incompatibles, rarement utilisées dans le cadre de la programmation de pages web. Pourtant les scripts JavaScript sont souvent la source de difficultés. Elles sont plus souvent dues à la prise en charge des différentes versions des modèles d'objets (DOM) fournis par les navigateurs, qu'à des problèmes de portabilité du langage (les différentes mises en œuvre respectant relativement bien la norme ECMAScript).
Pour vérifier dynamiquement si un objet (dans la version JavaScript utilisée lors de l'interprétation) possède bien une méthode, on utilise souvent une construction du type :
```
if
 
(
monObjet
.
methode
 
&&
 
typeof
 
monObjet
.
methode
 
===
 
'function'
)
 
{

  
monObjet
.
methode
();

}

```

On vérifie ainsi que monObjet a bien une mise en œuvre de methode que l'on peut alors utiliser. Le plus souvent, si un navigateur ne gère pas la methode de monObjet, il gère une méthode comparable methode2, et on peut alors adapter le code JavaScript au navigateur qui l'exécute :
```
if
 
(
typeof
 
monObjet
.
methode
 
===
 
'function'
)
 
{

  
monObjet
.
methode
();

}
 
else
 
if
 
(
typeof
 
monObjet
.
methode2
 
===
 
'function'
)
 
{

  
monObjet
.
methode2
();

}

```

Une autre méthode consiste à vérifier, côté serveur, le navigateur utilisé par le client et d'envoyer le code correspondant. Cela n'est toutefois pas recommandable, car il est largement préférable de tester directement l'existence, le comportement d'une fonction, d'une propriété, etc. plutôt que de faire des présomptions basées sur la détection du navigateur.

#### Ajax
Ajax (de l'anglais Asynchronous JavaScript And XML) est un ensemble de techniques découplant l'échange de données entre le navigateur et le serveur web de l'affichage d'une page web, ce qui permet de modifier le contenu des pages web sans les recharger. Grâce à l'objet JavaScript XMLHTTPRequest, cette méthode permet d'effectuer des requêtes HTTP sur le serveur web depuis le navigateur web, et permet également de traiter les réponses HTTP du serveur web pour modifier le contenu de la page web. La réponse était en général au format XML qui tend aujourd'hui à être remplacé par le format JSON qui a l'avantage d'être natif en JavaScript. Le script manipule l'ensemble d'objets DOM qui représente le contenu de la page web. Les technologies XMLHTTPRequest, XML et DOM ont été ajoutées aux navigateurs web entre 1995 et 2005. La méthode Ajax permet de réaliser des applications Internet riches, offrant une maniabilité et un confort supérieur ; c'est un des sujets phares du mouvement Web 2.0.

#### JSON
JSON (JavaScript Object Notation) est un format utilisant la notation des objets JavaScript pour transmettre de l'information structurée, d'une façon plus compacte et plus proche des langages de programmation, que XML.
Malgré l'existence du DOM et l'introduction récente de E4X (voir ci-dessous) dans la spécification du langage JavaScript, JSON reste le moyen le plus simple d'accéder à des données, puisque chaque flux JSON n'est rien d'autre qu'un objet JavaScript sérialisé. De plus, malgré son lien historique (et technique) avec JavaScript, JSON reste un format de données structurées, et peut être utilisé facilement par tous les langages de programmation.
Depuis 2009, les navigateurs commencent à intégrer un support natif du format JSON, ce qui facilite sa manipulation, la sécurité (contre l'évaluation de scripts malveillants inclus dans une chaine JSON), et la rapidité de traitement. Ainsi les navigateurs Firefox et IE l'intègrent respectivement dès les versions 3.5 et 8.
Exemple de JSON :
```
{

    
"clef1"
:
 
"valeur"
,

    
"clef2"
:
 
12345
,

    
"clef3"
:
 
true
,

    
"clef4"
:
 
{

        
"clef5"
:
 
"valeur"

    
}

}

```

La structure est organisée par clef/valeurs. Les clefs doivent être entre guillemets doubles. Les valeurs peuvent être :
- une string (chaîne de caractères entre guillemets doubles)
- un nombre
- un booléen (true ou false pour vrai ou faux)
- une structure clef/valeur

Un JSON valide ne peut pas comporter de commentaires. Il existe des validateurs de JSON en ligne.

### Autres utilisations

#### Dans la barre d’adresse d’un navigateur
Taper des adresses comme javascript: ducodejavascript provoque l’exécution de ducodejavascript.
Exemple: javascript: alert(document.cookie) provoque l’affichage des cookies de la page.

#### Sur un serveur web
JavaScript peut également être utilisé comme langage de programmation sur un serveur HTTP à l'image des langages comme PHP, ASP, etc. D'ailleurs le projet CommonJS travaille dans le but de spécifier un écosystème pour JavaScript en dehors du navigateur (par exemple sur le serveur ou pour les applications de bureau natives). Le projet a été lancé par Kevin Dangoor en janvier 2009. Le projet CommonJS n'est pas affilié avec le groupe de l'Ecma International TC39 travaillant sur ECMAScript, mais certains membres du TC39 participent au projet.
Historiquement, JavaScript était proposé sur les serveurs de Netscape, par la suite distribués par Sun Microsystems sous les noms iPlanet et Sun ONE, mais JScript peut aussi être utilisé sur les serveurs Internet Information Services de Microsoft. JScript peut d'ailleurs servir pour scripter une plate-forme Microsoft Windows via Windows Scripting Host (WSH).
Il existe par ailleurs des projets indépendants et Open Source d'implémentation de serveurs en JavaScript. Parmi eux, on pourra distinguer Node.js, une plateforme polyvalente de développement d'applications réseau se basant sur le moteur JavaScript V8 et les spécifications CommonJS.

#### Autres supports
ActionScript, utilisé dans Adobe Flash, est aussi une mise en œuvre d'ECMAScript. Il permet de manipuler tous les éléments de l'animation, considérés comme des objets. JavaScript peut être utilisé pour scripter d'autres applications Adobe (Photoshop, Illustrator, …), ce qui permet d'avoir des scripts indépendants de la plate-forme (Microsoft Windows, Apple OSX, Linux…).
JavaScript est enfin utilisé dans la plate-forme de développement de Mozilla, sur laquelle sont basés plusieurs logiciels comme des navigateurs Web, pour des tâches relatives à l'interface utilisateur et à la communication interne (ex. : les extensions de Firefox et Thunderbird sont installées à base de fichiers XPI utilisant le JavaScript. Voir aussi Prefs.js).
Depuis 2004, l'objet js de l'environnement de programmation graphique Max/MSP permet d'ouvrir une fenêtre pour programmer en JavaScript, au sein même d'un programme Max/MSP.
Les logiciels ImageJ et CaRMetal sont munis de consoles JavaScript, qui leur permettent d'écrire des scripts dans un contexte graphique. Algobox utilise JavaScript pour la syntaxe de ses fonctions. H5P se sert de HTML5 et Javascript pour faciliter la création de contenus interactifs en ligne.
JavaScript est aussi utilisé dans un contenu BIFS pour l'exploitation des événements. Pour cela la spécification BIFS fournit un nœud Script pour incorporer de l'ECMAScript.
La suite bureautique OpenOffice.org permet d'utiliser JavaScript comme langage de macros.
JavaScript est aussi utilisable en shell ou avec les gadgets Vista.
Le format graphique vectoriel SVG incorpore le langage ECMAscript pour créer des graphiques interactifs directement exploitable dans un navigateur.
Enfin, JavaScript est également utilisé pour dynamiser le QML de la bibliothèque graphique Qt.

## Particularités du langage

### Liaison des identifiants
En JavaScript, toutes les expressions (identifiants, littéraux et opérateurs et leurs opérandes) sont de type référence (comme en Python et Ruby, mais à la différence du C++, Java, C#, Swift et OCaml qui possèdent aussi des expressions de type valeur), c'est-à-dire que leur évaluation ne produit pas une donnée directement mais une référence vers une donnée. La référence se nomme le référent de l’expression et la donnée le référé de l’expression.

En JavaScript, l'affectation d'une variable modifie son référent, autrement dit, elle lie la variable à une autre donnée : on parle de changement de liaison de la variable (en anglais variable rebinding).
```
var
 
maVariable1
 
=
 
0
;
           
// lie `maVariable1` à une donnée de valeur 0

var
 
maVariable2
 
=
 
maVariable1
;
 
// lie `maVariable2` à la donnée liée à `maVariable1`

maVariable1
++
;
                 
// équivalent à `maVariable1 = maVariable1 + 1;`, relie `maVariable1` à une nouvelle donnée de valeur maVariable1 + 1 (affectation) juin

alert
(
maVariable1
);
            
// affiche 1

alert
(
maVariable2
);
            
// affiche 0

var
 
maVariable3
 
=
 
[
1
,
 
2
,
 
3
];
   
// lie `maVariable3` à une donnée de valeur [1, 2, 3]

var
 
maVariable4
 
=
 
maVariable3
;
 
// lie `maVariable4` à la donnée liée à `maVariable3`

maVariable3
 
=
 
[
4
,
 
5
,
 
6
];
       
// relie `maVariable3` à une nouvelle donnée de valeur [4, 5, 6] (affectation)

alert
(
maVariable3
);
            
// affiche [4, 5, 6]

alert
(
maVariable4
);
            
// affiche [1, 2, 3]

var
 
maVariable5
 
=
 
[
1
,
 
2
,
 
3
];
   
// lie `maVariable5` à une donnée de valeur [1, 2, 3]

var
 
maVariable6
 
=
 
maVariable5
;
 
// lie `maVariable6` à la donnée liée à `maVariable5`

maVariable5
.
push
(
4
);
           
// modifie la donnée liée à `maVariable5` et `maVariable6`

alert
(
maVariable5
);
            
// affiche [1, 2, 3, 4]

alert
(
maVariable6
);
            
// affiche [1, 2, 3, 4]

```

### Portée lexicale des variables
La portée lexicale d'une variable est la partie d'un programme où la liaison entre son identifiant et sa donnée est valide. En JavaScript, la portée lexicale d'une variable peut être de deux types, selon le mot-clé utilisé pour la déclarer :
- var : au niveau de la fonction (ou de l'espace global) où elle est déclarée (comme en Python, Ruby) ;
- let ou const (introduits dans ECMAScript 6) : au niveau du bloc où elle est déclarée (comme en C++, Java, C#) — une fonction étant un bloc particulier.

Depuis le support de let par les navigateurs modernes, var ne doit plus être utilisé et son utilisation est considéré comme une mauvaise pratique.
```
// 1. Déclaration dans un bloc

if
 
(
true
)
 
{
            
// début du bloc

    
var
 
maVariable1
;
   
// déclaration de la variable

    
let
 
maVariable2
;
   
// déclaration de la variable

    
const
 
maVariable3
;
 
// déclaration de la variable

}
                      
// fin du bloc mais pas de la portée de maVariable1

alert
(
maVariable1
);
    
// ne soulève pas d'erreur

alert
(
maVariable2
);
    
// erreur : la variable est hors de sa portée

alert
(
maVariable3
);
    
// erreur : la variable est hors de sa portée

// 2. Déclaration dans une fonction

function
 
maFunction
()
 
{
 
// début de la fonction

    
var
 
maVariable4
;
    
// déclaration de la variable

    
let
 
maVariable5
;
    
// déclaration de la variable

    
const
 
maVariable6
;
  
// déclaration de la variable

}
                       
// fin de la fonction et de la portée des variables

alert
(
maVariable4
);
     
// erreur : la variable est hors de sa portée

alert
(
maVariable5
);
     
// erreur : la variable est hors de sa portée

alert
(
maVariable6
);
     
// erreur : la variable est hors de sa portée

```

Une variable peut être affectée ou masquée par une fonction enfant de la fonction (ou de l'espace global) où elle est déclarée :
```
var
 
maVariable1
 
=
 
0
;
 
// définition de la variable parente

// 1. Affectation

function
 
maFonction1
()
 
{
 
// fonction enfant

    
maVariable1
 
=
 
1
;
     
// affectation de la variable parente

}

alert
(
maVariable1
);
      
// affiche 0

maFonction1
();
           
// affecte la variable parente

alert
(
maVariable1
);
      
// affiche 1

// 2. Masquage

var
 
maVariable2
 
=
 
0
;
     
// définition de la variable parente

function
 
maFonction2
()
 
{
 
// fonction enfant

    
var
 
maVariable2
;
     
// déclaration de la variable enfant masquant la variable parente

    
maVariable2
 
=
 
1
;
     
// affectation de la variable enfant

}

alert
(
maVariable2
);
      
// affiche 0

maFonction2
();

alert
(
maVariable2
);
      
// affiche 0

```

### Déclaration des variables
En JavaScript, quel que soit le lieu de la déclaration d'une variable dans sa portée lexicale, la variable est créée au début de l'évaluation de sa portée lexicale.

Les variables déclarées avec le mot-clé var sont en plus pré-initialisées à la valeur undefined lors de leur création, et donc accessibles dès le début de leur portée lexicale. On parle de remontée de la variable (variable hoisting en anglais) car cela se passe comme si la déclaration de la variable était remontée au début de sa portée lexicale :
```
alert
(
maVariable
);
 
// affiche undefined

var
 
maVariable
 
=
 
0
;

alert
(
maVariable
);
 
// affiche 0

```

Les variables déclarées avec le mot-clé let ou const (ECMAScript 6) ne sont pas pré-initialisées, et donc inaccessibles avant leur déclaration. Si une variable déclarée avec le mot-clé let ne possède pas d'initialiseur, elle est initialisée à la valeur undefined lors de l'évaluation de la déclaration, sinon elle est initialisée avec l'initialiseur lors de l'évaluation de la déclaration. Si une variable déclarée avec le mot-clé const ne possède pas d'initialiseur, une erreur est levée lors de l'évaluation de la déclaration, sinon elle est initialisée avec l'initialiseur lors de l'évaluation de la déclaration :
```
// 1. Avec initialiseur

alert
(
maVariable1
);
 
// erreur : accès impossible avant l'initialisation

alert
(
maVariable2
);
 
// erreur : accès impossible avant l'initialisation

let
 
maVariable1
 
=
 
5
;

const
 
maVariable2
 
=
 
8
;

alert
(
maVariable1
);
 
// affiche 5

alert
(
maVariable2
);
 
// affiche 8

// 2. Sans initialiseur

alert
(
maVariable3
);
 
// erreur : accès impossible avant l'initialisation

alert
(
maVariable4
);
 
// erreur : accès impossible avant l'initialisation

let
 
maVariable3
;

const
 
maVariable4
;
  
// erreur : initialisation manquante

alert
(
maVariable3
);
 
// affiche undefined

alert
(
maVariable4
);
 
// erreur : initialisation manquante

```

De plus, JavaScript autorise la redéclaration de la même variable dans sa portée lexicale, mais uniquement avec le mot-clé var :
```
var
 
maVariable
 
=
 
2
;

var
 
maVariable
 
=
 
9
;

```

### Variables globales
En JavaScript, il existe plusieurs façons de déclarer une variable globale, et certaines interagissent avec l'objet global (nommé window dans les navigateurs) :
```
var
 
maVariable1
 
=
 
0
;
    
// propriété ou méthode de l'objet global qui ne peut pas être détruite par l'opérateur delete

let
 
maVariable2
 
=
 
0
;
    
// pas une propriété ou méthode de l'objet global

const
 
maVariable3
 
=
 
0
;
  
// pas une propriété ou méthode de l'objet global

maVariable4
 
=
 
0
;
        
// propriété ou méthode de l'objet global qui peut être détruite par l'opérateur delete

window
.
maVariable5
 
=
 
0
;
 
// propriété ou méthode de l'objet global qui peut être détruite par l'opérateur delete

this
.
maVariable6
 
=
 
0
;
   
// propriété ou méthode de l'objet global qui peut être détruite par l'opérateur delete

```

Une variable initialisée sans déclaration est traitée comme une variable globale :
```
function
 
maFonction
()
 
{

    
maVariable
 
=
 
5
;

}

maFonction
();

alert
(
maVariable
);
 
// affiche 5

```

### Fonctions anonymes
Les fonctions anonymes sont, comme leur nom l'indique, des fonctions qui ne portent pas de nom :
```
setTimeout
(
function
 
()
 
{

    
alert
(
'Trois secondes se sont écoulées.'
);

},
 
3000
);

```

Celle-ci est donnée en paramètre à la fonction setTimeout, qui permet de définir une durée avant d'afficher le message.

### Fermetures lexicales
Un environnement lexical est l'ensemble des variables valides dans une partie du programme. Il est composé de l'environnement lexical interne (les variables locales) et d'une référence à l'environnement lexical externe (les variables non locales).
Une fermeture lexicale (lexical closure en anglais) est une fonction accompagnée de son environnement lexical externe, c'est-à-dire de l'ensemble des variables non locales qu'elle a capturé, soit par valeur (conservation d'une copie de chaque donnée liée aux variables non locales), soit par référence (conservation d'une référence à chaque donnée liée aux variables non locales). Comme en JavaScript toutes les variables sont de type référence (cf. la section Liaison des identifiants), JavaScript n'utilise que la capture par référence — ce qui correspond en C++ 11 à la syntaxe [&](…) { … }; —, et la durée de vie des variables non locales capturées par une fonction est étendue à la durée de vie de la fonction — ce qui n'est pas le cas en C++ 11, quel que soit le type de capture :
```
function
 
maFonction
()
 
{

    
var
 
maVariable
 
=
 
4
;
 
// variable parente

    
return
 
function
 
()
 
{

        
alert
(
maVariable
);

    
}

}

var
 
maFermeture
 
=
 
maFonction
();
 
// capture de la variable parente par référence

maFermeture
();
                  
// affiche 4

```

### Expressions de fonctions immédiatement invoquées
Jusqu'à ECMAScript 6, JavaScript ne proposait pas nativement de portée des variables au niveau des blocs (pas de mots-clé let ou const), ni de modules. Pour éviter de polluer l'espace global, une méthode consistait à encapsuler son code dans une fonction pour s'appuyer sur la portée des variables qui a lieu au niveau des fonctions en JavaScript, puis à invoquer cette fonction juste après. Pour regrouper les deux étapes (définition de la fonction et invocation) et ne pas ajouter un nom de fonction supplémentaire dans l'espace global, le langage permet les expressions de fonctions immédiatement invoquées (EFII ; en anglais immediately-invoked function expressions, IIFE).
Plusieurs syntaxes sont possibles pour ce type d'expression, les plus répandues étant :
- (function (…) { … }(…)); (syntaxe recommandée par Douglas Crockford pour sa lisibilité)[30] ;
- (function (…) { … })(…);

L'opérateur d'invocation de fonction () à la fin permet l'exécution immédiate de la fonction. Les parenthèses en gras indiquent à l'analyseur syntaxique qu'elles contiennent une expression, car en JavaScript les parenthèses ne peuvent pas contenir de déclaration. Autrement, dans la plupart des situations, le mot clé function est traité comme une déclaration de fonction, et pas comme une expression de fonction. Il existe d'autres façons pour forcer une expression de fonction :
- !function (…) { … }(…);
- ~function (…) { … }(…);
- -function (…) { … }(…);
- +function (…) { … }(…);

Dans les contextes où une expression est attendue il n'est pas nécessaire d'utiliser les parenthèses en gras :
- var maVariable = function (…) { … }(…);
- true && function (…) { … }(…);
- 0, function (…) { … }(…);

Une utilisation importante des expressions de fonctions immédiatement invoquées est pour la création de modules. Les modules permettent à la fois de rassembler des propriétés et des méthodes dans un espace de nom et de rendre certains membres privés :
```
var
 
compteur
 
=
 
(
function
 
()
 
{

    
var
 
i
 
=
 
0
;
 
// propriété privée

    
return
 
{
   
// méthodes publiques

        
obtenir
:
 
function
 
()
 
{

            
alert
(
i
);

        
},

        
mettre
:
 
function
 
(
valeur
)
 
{

            
i
 
=
 
valeur
;

        
},

        
incrementer
:
 
function
 
()
 
{

            
alert
(
++
i
);

        
}

    
};

})();
 
// module

compteur
.
obtenir
();
     
// affiche 0

compteur
.
mettre
(
6
);

compteur
.
incrementer
();
 
// affiche 7

compteur
.
incrementer
();
 
// affiche 8

compteur
.
incrementer
();
 
// affiche 9

```

### Prototypes
Les prototypes sont des objets utilisés lors d'un échec de résolution de nom. Ce mécanisme est un type d'héritage : l'héritage par prototype. En JavaScript, tout objet possède un prototype, accessible via la méthode Object.getPrototypeOf (ou via la propriété historique __proto__ standardisée dans ECMAScript 6 pour assurer la compatibilité entre les navigateurs mais non recommandée). De plus, l'opérateur new permet de transformer l'invocation d'une fonction constructeur en un objet (instanciation) dont le prototype est égal à la propriété prototype de la fonction constructeur :
```
function
 
MonConstructeur
()
 
{

    
this
.
maPropriete1
 
=
 
3
;

}

const
 
monInstance
 
=
 
new
 
MonConstructeur
();

alert
(
monInstance
.
maPropriete1
);
                                         
// affiche 3

alert
(
Object
.
getPrototypeOf
(
monInstance
)
 
===
 
MonConstructeur
.
prototype
);
 
// affiche true

MonConstructeur
.
prototype
.
maPropriete2
 
=
 
5
;

alert
(
monInstance
.
maPropriete2
);
                                         
// affiche 5

```

Toute instance de MonConstructeur (monInstance ici) possède un prototype égal à MonConstructeur.prototype. Lors de l'utilisation d'une propriété ou d'une méthode d'une instance de MonConstructeur (monInstance.maPropriete1 et monInstance.maPropriete2 ici), si l'instance ne possède pas la propriété ou la méthode recherchée, la recherche se poursuit dans le prototype de l'instance (MonConstructeur.prototype ici). Si la recherche échoue aussi avec cet objet, la recherche se poursuit dans le prototype de cet objet, et ainsi de suite jusqu'à arriver à la première fonction constructeur. Si la recherche échoue encore, cette première fonction constructeur étant une fonction donc une instance de la fonction constructeur Function du langage, la recherche se poursuit dans son prototype qui est égal à Function.prototype. Si la recherche échoue à nouveau, Function.prototype étant un objet donc une instance de la fonction constructeur Object du langage, la recherche se poursuit dans son prototype qui est égal à Object.prototype. Si la recherche échoue cette fois, comme le prototype de Object.prototype est égal à null, la recherche s'arrête et JavaScript génère une erreur de résolution de nom. Ce mécanisme de recherche parcourt ce qu'on appelle la chaîne de prototypes.
Le code de l'opérateur instanceOf illustre bien ce mécanisme. A instanceOf B (ou de manière équivalente : instanceOf.call(A, B)) renvoie true si A est une instance de B, c'est-à-dire si B.prototype est trouvé dans le chaîne de prototypes de A, et false sinon :
```
function
 
instanceOf
(
f
)
 
{

    
let
 
o
 
=
 
this
;

    
while
 
(
o
 
!==
 
null
)
 
{

        
o
 
=
 
Object
.
getPrototypeOf
(
o
);

        
if
 
(
o
 
===
 
f
.
prototype
)
 
{

            
return
 
true
;

        
}

    
}

    
return
 
false
;

}

```

Par ailleurs, la méthode Object.create introduite dans ECMAScript 5 permet d'éviter d'utiliser directement les fonctions constructeurs, leurs propriétés prototype et l'opérateur new, pour ne travailler qu'avec des objets. L'utilisation de cette méthode simplifie grandement la complexité du code et est donc recommandée. La méthode Object.create est définie par
```
if
 
(
typeof
 
Object
.
create
 
!==
 
'function'
)
 
{

    
Object
.
create
 
=
 
function
 
(
o
)
 
{

        
function
 
F
()
 
{}

        
F
.
prototype
 
=
 
o
;

        
return
 
new
 
F
();

    
};

}

```

L'exemple précédent peut alors être réécrit
```
const
 
MonObjet
 
=
 
{

    
function
 
initialiser
()
 
{

        
this
.
maPropriete1
 
=
 
3
;

    
}

}

const
 
monInstance
 
=
 
Object
.
create
(
MonObjet
);

monInstance
.
initialiser
();

alert
(
monInstance
.
maPropriete1
);
 
// affiche 3

MonObjet
.
maPropriete2
 
=
 
5
;

alert
(
monInstance
.
maPropriete2
);
 
// affiche 5

```

### Séparation des instructions
En C, chaque instruction se termine par un point-virgule. Cette pratique a fait du point-virgule une obligation dans de nombreux langages inspirés de la syntaxe du C.

JavaScript est plus souple, permettant à une fin de ligne de marquer implicitement la fin d'une instruction. Le but est de faciliter l'usage du langage aux personnes inexpérimentées en programmation informatique. Mais cette souplesse introduit des effets inattendus :
```
return

    
true
;

```

Le parseur comprend cela comme deux instructions : 
```
return
;

true
;

```

Les expressions de fonctions immédiatement invoquées lorsque le programmeur s'appuie sur les fins d'instruction implicites rencontrent également ce genre de problème avec l'usage des parenthèses :
```
maVariable1
 
=
 
maVariable2
 
+
 
maVariable3

(
function
 
()
 
{

    
// code

})()

```

est traité comme
```
maVariable1
 
=
 
maVariable2
 
+
 
maVariable3
(
function
 
()
 
{
 
/* code */
 
})();

```

Les ouvrages de programmation avancés en JavaScript mettent en garde contre les effets inattendus de la déduction automatique de fin d'instruction et conseillent d'écrire un point-virgule à la fin de chaque instruction, ce qui n'empêche pas les surprises lorsqu'on oublie le point-virgule, d'autant plus quand la compression du code impose le retrait des retours chariot.